# Callaeidae
Callaeidae é uma família de aves da ordem Passeriformes.

## Gêneros
- Callaeas J.R. Forster, 1788 (2 espécies)
- Philesturnus I. Geoffroy Saint-Hilaire, 1832 (2 espécies)
- †Heteralocha Cabanis, 1851 (1 espécie)